# Increase the Dosage
Increase the Dosage è il secondo album di studio del gruppo nu jazz statunitense Revolution Void. L'album è stato pubblicato con licenza libera Creative Commons cc-by-3.0.

## Tracce[1]
1. Invisible Walls - 7:00
2. Factum par Fictio - 8:50
3. Habitual Ritual - 6:05
4. Effects of Elevation - 5:20
5. The Modern Divide - 5:05
6. Double the Daily Dose - 5:55
7. Weekend Amnesia - 3:55
8. Obscure Terrain - 3:46
9. Accelerated Lifestyle - 8:10
10. Headphonetic - 6:36
11. Nebulous Notions - 6:57

## Formazione[1]
- Jonah Dempcy - tutti gli strumenti
- Seamus Blake - sassofono nelle tracce 1 e 2
- Matthew Garrison - basso nelle tracce 2 e 4
- Darryl Estes - sassofono nelle tracce 3, 6 e 10
- Steven Burke - loop di batteria nella traccia 10, spazzole nella 6
- Dave Hill, jr - loop di batteria nella traccia 9
- James Rotondi - loop di basso
- Michael Shrieve - loop di batteria nella traccia 5
- "Gino" Srdjan Yevdjevich - voce nella traccia 5
- Ill-esha - voce nella traccia 5
- Nicolas Manel - chitarra nella traccia 9